# Canon EOS M

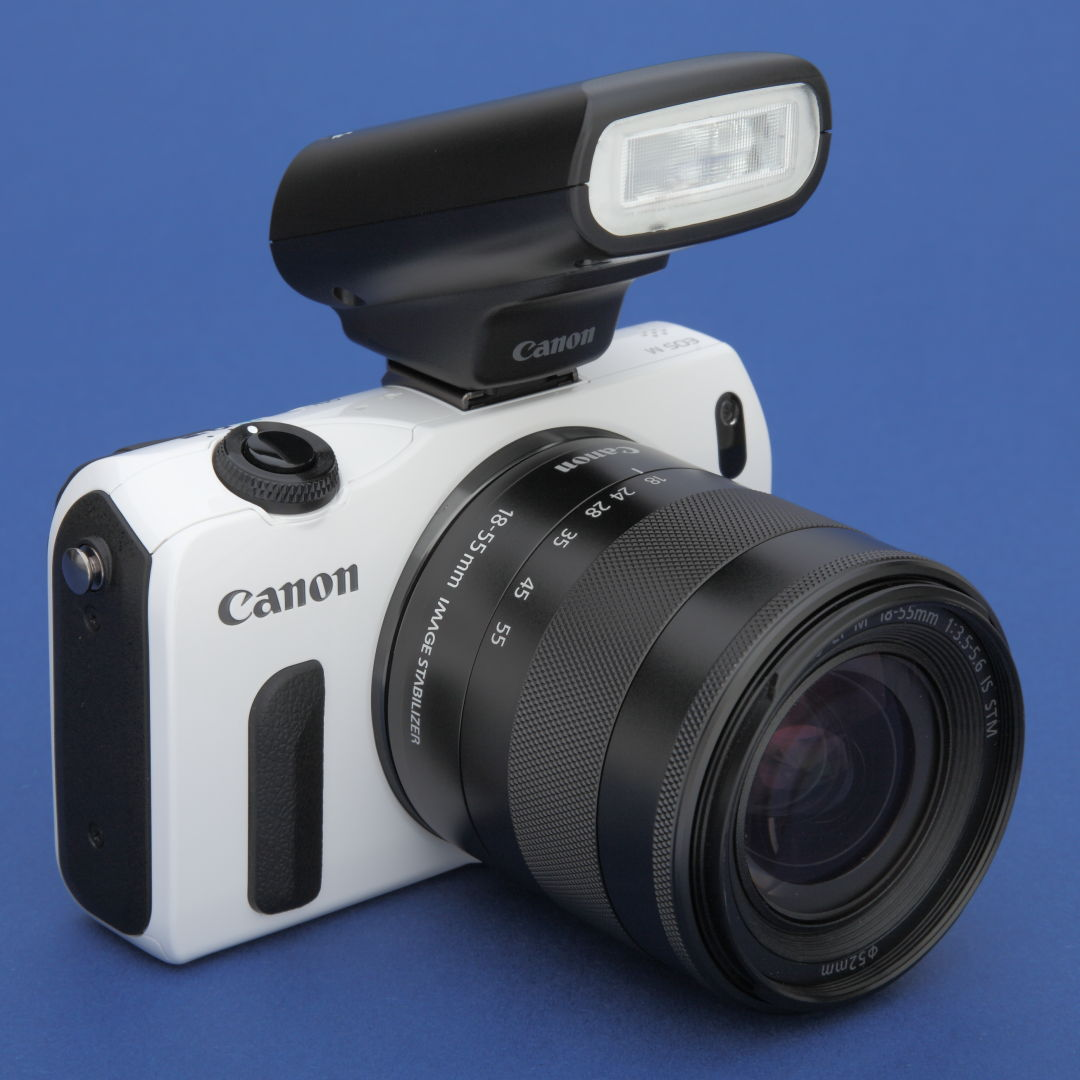
Canon EOS M

Canon EOS M je první bezzrcadlovka systému EOS společnosti Canon. Podle periodika DPReview se jedná de facto o lehčí verzi zrcadlovky Canon EOS 650D.

## Design
Fotoaparát má 18megapixelový senzor typu CMOS velikosti 22,3 × 14,9 mm (APS-C), závit pro objektivy EF-M (na nějž jdou i typy EF a EF-S), 1,04megapixelový multidotykový displej s úhlopříčkou 3 palce (7,7 cm) o poměru stran 3:2 a s podporou gest. Jako médium používá paměťové karty SD/SDHC/SDXC. Vše je řízeno obrazovým procesorem DIGIC 5, který zvládá sekvenční snímání o rychlosti 3,4 snímku za sekundu, ale i SD, HD a Full HD videa o 24, 25 a 30 snímcích/s. Elektronická vertikální závěrka zvládá časy od 30 do 1/4000 sekundy a bulb, citlivost jde do 6400 ISO s možností rozšíření na 12800. To, co oproti řadě EOS nemá, je integrovaný blesk, avšak nechybí „hot shoe“ sáňky na blesk systémový (například Canon Speedlite 90EX, s kterým je tento fotoaparát v některých krajinách prodáván).
Přístroj má rozměry 108,6 × 66,5 × 32,3 mm a váží 262 gramů. Jako baterie používá typ LP-E12.
Canon EOS M byl oznámen v červenci a začal se prvně prodávat v listopadu 2012 ve Spojených státech za cca 800 dolarů spolu s 22mm objektivem EF-M, v Kanadě pak spolu se zoomem 18-55 mm f/3,5–5,6 IS a v EU s jedním, druhým, i oběma objektivy.